# Amélie Lundahl
Helga Amélie Lundahl, född 26 maj 1850 i Uleåborg, död 20 augusti 1914 i Helsingfors, var en finlandssvensk bildkonstnär.

## Biografi
Amélie Lundahl föddes som familjens elfte och yngsta barn och hennes mor Katarina Charlotta Lundahl, född Cajanus, dog tre månader efter födseln. Lundahls far stadsfiskalen Abraham Lundahl dog då Lundahl var två år gammal. Familjen och släkten Lundahl var kända som konstnärliga och Lundahls syster Cecilia var mor till författaren Ilmari Kianto.
År 1870 flyttade Lundahl till Helsingfors och började studera på Finska Konstföreningens ritskola. Följande år fick hon ett stipendium som gjorde det möjligt för henne att studera konst i Stockholm 1872–1873. Efter tiden i Stockholm återvände hon till Helsingfors och Finska Konstföreningens ritskola där hon fortsatte sina studier 1874–1876 och efteråt arbetade som lärare.
År 1877 reste Lundahl till Frankrike efter att fått ett statligt stipendium och blev kvar där i tolv år. Hennes mest kända verk är från tiden i Frankrike, framför allt de från Bretagne. Lundahl bodde också en tid i Sverige innan hon återvände till Finland 1889 där hon sommaren samma år var verksam i Önningebykolonin på Åland, en svensk-finsk konstnärskoloni som samlats kring målaren Victor Westerholm. I Önningeby bodde Lundahl på gården Övre Knapans tillsammans med Ellen Favorin, en annan finländsk konstnär. Lundahl var något äldre än de andra konstnärerna i kolonin och besökte den inte fler somrar, så vitt det är känt.[källa behövs]
Amélie Lundahl dog på sanatorium i Helsingfors i augusti 1914, troligen i leukemi.

## Verk

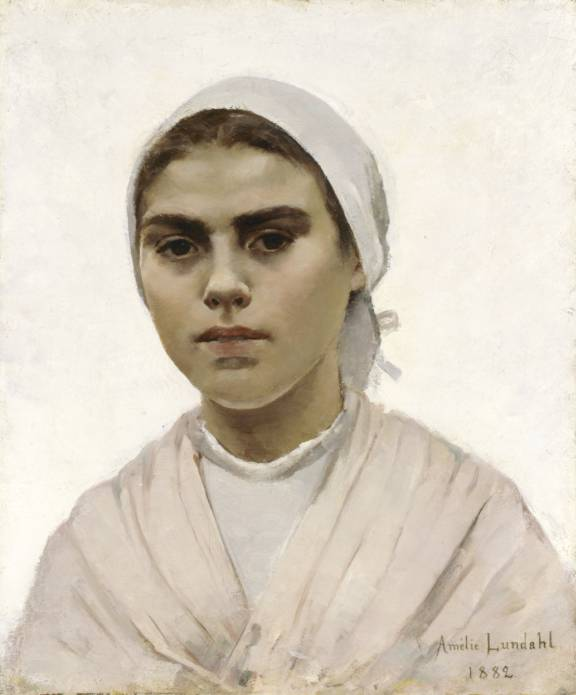
Flickhuvud, Bretagne (1882).
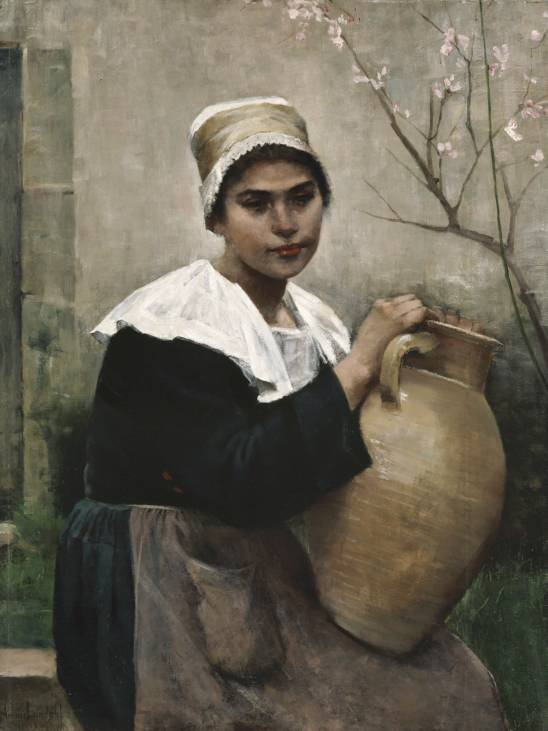
Bretagnsk flicka med kruka i händerna (1884).